# Maramurešské a Bukovinské Karpaty
Maramurešské a Bukovinské Karpaty (Carpații Maramureșului și Bucovinei) představují nejsevernější ze tří skupin rumunských Východních Karpat podle rumunského členění. Z pohledu geomorfologického dělení Karpat, jaké je uplatňováno v Česku, Polsku a na Slovensku, jde o část vnitřních a část vnějších Východních Karpat.

## Geografie
a) poloha:
Nacházejí se na severu rumunských Východních Karpat a tvoří je následující pohoří:
- Munții Bârgău
- Munții Gutâi
- Munții Igniș
- Munții Lăpușului
- Munții Maramureșului
- Munții Oaș
- Obcina Feredeu
- Obcina Mare
- Obcina Mestecăniș
- Munții Rodnei
- Munții Suhard
- Munții Țibleș

b) ohraničení:
- sever: hranice s Ukrajinou (nejde o čistě geomorfologickou oblast)
- jih: Depresiunea Dornelor (Bistrița Aurie) a sníženina Câmpulung Moldovenesc (řeka Moldova) za průsmykem Mestecăniș (1096 m)
- východ: Podișul Sucevei
- západ: Dealurile de Vest (západní pahorkatina), Câmpia de Vest (Panonská pánev) a Depresiunea Colinară a Transilvaniei